# Annemarie Moser-Pröll

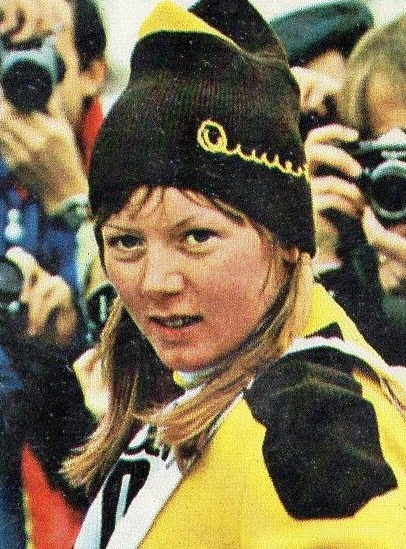
Annemarie Moser-Präll, 1972.

Annemarie Moser-Pröll, född Pröll 27 mars 1953 i Kleinarl, förbundslandet Salzburg i Österrike, är en österrikisk före detta alpin skidåkare. 
Moser-Pröll är den hittills tredje framgångsrikaste kvinnliga utförsåkaren genom historien, efter Lindsey Vonn och Mikaela Shiffrin, med totalt 62 världscupssegrar. Dessutom vann hon den totala världscupen sex gånger, vilket fortfarande (2020) är rekord bland damer. 
Förutom segrarna i världscupen vann Moser-Pröll OS-guld i störtlopp 1980 och fyra VM-guld (två i störtlopp och två i kombination).
Efter OS 1980 avslutade Moser-Pröll sin karriär.